# Orquestra de la Comunitat Valenciana

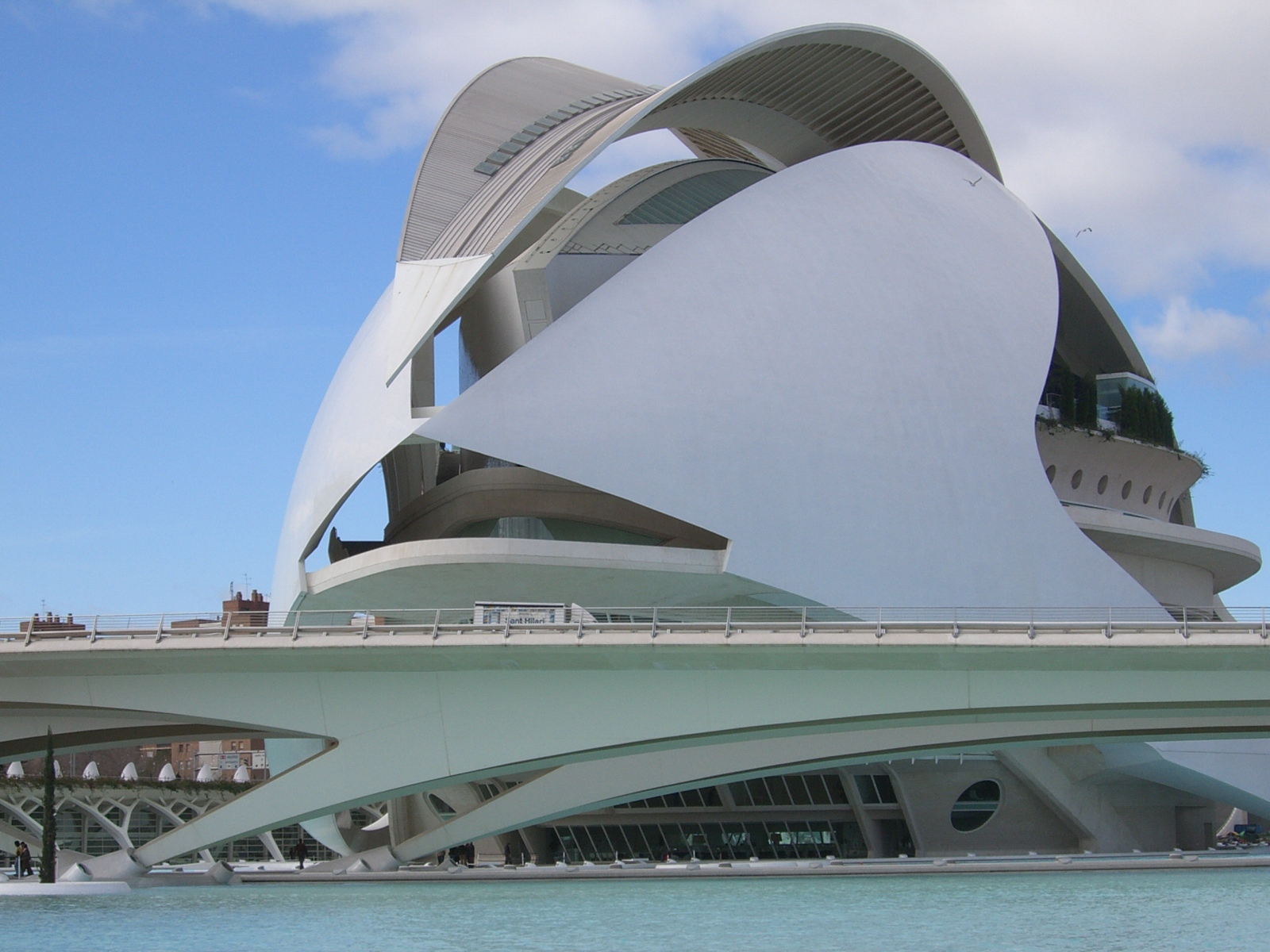
Palau de les Arts, al conjunt de la Ciutat de les Arts i de les Ciències de València, seu de l'Orquestra de la Comunitat Valenciana.

L'Orquestra de la Comunitat Valenciana és una orquestra simfònica valenciana amb seu al Palau de les Arts de València i fou creada el 2006.
El 2003, el preu de la creació de l'orquestra s'estimava a nou milions d'euros. En la seva campanya electoral de 2003, Francisco Camps va anunciar un protocol d'intenció amb Zubin Mehta com a primer director. La creació de l'orquestra el 2006 és paral·lela a la inauguració, amb un any de retard de l'edifici del Palau de les Arts, per tal d'atendre la temporada operística d'aquest. Segons uns crítics, se situa en una estratègia cultural «que intenta esborrar del mapa la realitat lingüística del país.» El seu primer director va ser Lorin Maazel, fins a la temporada 2011-2012. El va succeir Omer Meir Wellber.
El 2012, el nombre de músics fixos va reduir-se a 55 (dels 92 prevists a l'origen), a causa de la crisi econòmica. Els seus membres es queixen d'improvisació, inseguretat i condicions de treball precàries. Per tal de poder afrontar la crisi, la intendent, Helga Schmidt, va optar per a una programació d'obres populars i més lleugeres. Nogensmenys, la crítica certifica un nivell molt alt de l'orquestra.

## Discografia
- 2008: Bel Canto Spectacular, Decca, 78 minuts.